# Ampelocissus birii
Ampelocissus birii är en vinväxtart som beskrevs av P.Singh & B.V.Shetty. Ampelocissus birii ingår i släktet Ampelocissus och familjen vinväxter. Inga underarter finns listade i Catalogue of Life.